# Juan Diego Gutiérrez
Juan Diego Gutiérrez (Lima, 28 aprile 1992) è un ex calciatore peruviano, di ruolo centrocampista.

## Carriera
Ha giocato nella massima serie dei campionati peruviano, canadese, boliviano, guatemalteco ed andorrano.